# Chambord (Eure)
Chambord è un comune francese di 175 abitanti situato nel dipartimento dell'Eure nella regione della Normandia.

## Società

### Evoluzione demografica
Abitanti censiti